# Клеффенс, Ээлко Николас ван
Ээлко Николас ван Клеффенс (нидерл. Eelco van Kleffens; 17 ноября 1914, Херенвен — 17 июня 1983, округ Лиссабон, Португалия) — нидерландский политик, дипломатический и государственный деятель, председатель Генеральной Ассамблеи ООН (1954). Министр иностранных дел Нидерландов (1939—1946). юрист, доктор права.

## Биография
Фризского происхождения. Изучал право в Лейденском университете, Университете им. Эразма Роттердамского. Работал в Секретариате Лиги Наций.
В 1922 году был назначен помощником директора юридического отдела Министерства иностранных дел Нидерландов, в 1929 году — руководитель отдела. В начале 1930-х годов работал генеральным секретарём Гаагской академии международного права.
В 1939 году, за несколько недель до начала Второй мировой войны занял пост Министра иностранных дел Нидерландов, после оккупации Голландии входил в состав голландского правительства в изгнании.
Участник подписания договора о создании Бенилюкса. После отставки с поста министра стал представителем Нидерландов в Совете Безопасности ООН, в 1946—1956 — Постоянный представитель Нидерландов при Организации Объединенных Наций, в 1947 году был назначен послом Нидерландов в США. В 1950—1958 годах — посол Нидерландов в Португалии.
С 1 января 1954 по 31 декабря 1954 года — председатель Генеральной Ассамблеи ООН.
Был представителем Нидерландов в НАТО и Организации экономического сотрудничества и развития с 1956 по 1958 год, с 1958 по 1967 год — в Европейском сообществе угля и стали.